# سورين أفرام
سورين أفرام (بالرومانية: Sorin Avram)‏ هو لاعب كرة قدم روماني في مركز الهجوم، ولد في 29 مارس 1943 في باكاو في رومانيا، وتوفي في 29 سبتمبر 2015. شارك مع منتخب رومانيا تحت 23 سنة لكرة القدم ‏ ومنتخب رومانيا لكرة القدم. أما مع النوادي، فقد لعب مع نادي ستيوا بوخارست.

## وصلات خارجية
- سورين أفرام على موقع قاعدة بيانات كرة القدم.إي يو (الإنجليزية)
- سورين أفرام على موقع ناشيونال فوتبول تيمز (الإنجليزية)
- سورين أفرام على موقع عالم كرة القدم.نت (الإنجليزية)
- سورين أفرام على موقع اللجنة الأولمبية الدولية (الإنجليزية)
- سورين أفرام على موقع أوليمبيديا (الإنجليزية)